# Eva Urevc
Eva Urevc (* 2. November 1995 in Jesenice) ist eine slowenische Skilangläuferin.

## Werdegang
Urevc, die für den SD Gorje startet, trat international erstmals bei den Olympischen Jugend-Winterspielen 2012 in Innsbruck in Erscheinung. Dort belegte sie den 16. Platz in der Mixed-Staffel. In der Saison 2015/16 trat sie vorwiegend im Skilanglauf-Alpencup an und erreichte dabei zum Saisonende den 28. Platz in der Gesamtwertung. Im Skilanglauf-Weltcup debütierte sie im Januar 2016 in Planica und errang dabei den 41. Platz im Sprint. Bei den U23-Weltmeisterschaften 2016 in Rasnov kam sie auf den 32. Platz über 10 km Freistil und auf den 27. Rang im Sprint. Zu Beginn der Saison 2016/17 holte sie in Davos mit dem 30. Platz im Sprint ihren ersten Weltcuppunkt. Bei den U23-Weltmeisterschaften 2017 in Soldier Hollow belegte sie den 35. Platz über 10 km Freistil und jeweils den 27. Rang im Skiathlon und im Sprint. In der Saison 2018/19 kam sie im Weltcup achtmal in die Punkteränge und erreichte in Cogne mit dem sechsten Platz im Sprint ihre erste Top-Zehn-Platzierung im Weltcupeinzel. Beim Weltcupfinale in Québec belegte sie den 42. Platz und erreichte abschließend den 52. Platz im Gesamtweltcup und den 27. Rang im Sprintweltcup. Beim Saisonhöhepunkt, den Nordischen Skiweltmeisterschaften 2019 in Seefeld in Tirol, lief sie auf den 21. Platz im Sprint und auf den neunten Rang mit der Staffel.
In der Saison 2020/21 kam Urevc im Sprint dreimal unter die ersten Zehn und errang damit den 29. Platz im Gesamtweltcup und den achten Platz im Sprintweltcup. Zudem erreichte sie in Dresden mit Platz drei und in Ulricehamn mit Platz eins jeweils im Teamsprint ihre ersten Podestplatzierungen im Weltcup. Beim Saisonhöhepunkt, den Nordischen Skiweltmeisterschaften 2021 in Oberstdorf, gewann sie zusammen mit Anamarija Lampič die Bronzemedaille im Teamsprint und lief dort  zudem auf den 28. Platz im Sprint. In der folgenden Saison wurde sie in Dresden zusammen mit Anamarija Lampič Dritte im Teamsprint und errang bei den Olympischen Winterspielen 2022 in Peking den 46. Platz im Sprint sowie den 14. Rang im Teamsprint.

## Weltcupsiege im Team
| Nr. | Datum           | Ort        | Disziplin                        |
| --- | --------------- | ---------- | -------------------------------- |
| 1.  | 7. Februar 2021 | Ulricehamn | 6 × 1,5 km Teamsprint Freistil 1 |

## Teilnahmen an Weltmeisterschaften und Olympischen Winterspielen

### Olympische Spiele
- 2022 Peking: 14. Platz Teamsprint klassisch, 46. Platz Sprint Freistil

### Nordische Skiweltmeisterschaften
- 2019 Seefeld in Tirol: 9. Platz Staffel, 21. Platz Sprint Freistil
- 2021 Oberstdorf: 3. Platz Teamsprint Freistil, 28. Platz Sprint klassisch
- 2023 Planica: 8. Platz Teamsprint Freistil, 11. Platz Staffel, 20. Platz 10 km Freistil, 23. Platz 15 km Skiathlon, 27. Platz Sprint klassisch
- 2025 Trondheim: 52. Platz Sprint Freistil

## Platzierungen im Weltcup

### Weltcup-Statistik
Die Tabelle zeigt die erreichten Platzierungen im Einzelnen.
- 1.–3. Platz: Anzahl der Podiumsplatzierungen
- Top 10: Anzahl der Platzierungen unter den ersten zehn
- Punkteränge: Anzahl der Platzierungen innerhalb der Punkteränge
- Starts: Anzahl gelaufener Rennen in der jeweiligen Disziplin
- Hinweis: Bei den Distanzrennen erfolgt die Einordnung gemäß FIS.

| Platzierung               | Distanzrennen a | Distanzrennen a | Distanzrennen a | Distanzrennen a | Distanzrennen a | Skiathlon Verfolgung | Sprint | Etappen- rennen b | Gesamt | Team   | Team    |
| Platzierung               | ≤ 5 km          | ≤ 10 km         | ≤ 15 km         | ≤ 30 km         | > 30 km         | Skiathlon Verfolgung | Sprint | Etappen- rennen b | Gesamt | Sprint | Staffel |
| ------------------------- | --------------- | --------------- | --------------- | --------------- | --------------- | -------------------- | ------ | ----------------- | ------ | ------ | ------- |
| 1. Platz                  |                 |                 |                 |                 |                 |                      |        |                   |        | 1      |         |
| 2. Platz                  |                 |                 |                 |                 |                 |                      |        |                   |        |        |         |
| 3. Platz                  |                 |                 |                 |                 |                 |                      |        |                   |        | 2      |         |
| Top 10                    |                 | 2               |                 |                 |                 | 1                    | 7      |                   | 10     | 3      |         |
| Punkteränge               |                 | 9               | 1               | 1               |                 | 3                    | 31     | 1                 | 46     | 5      | 1       |
| Starts                    |                 | 19              | 3               | 2               |                 | 5                    | 41     | 3                 | 73     | 5      | 1       |
| Stand: Saisonende 2024/25 |                 |                 |                 |                 |                 |                      |        |                   |        |        |         |

### Weltcup-Gesamtplatzierungen
| Saison  | Gesamt | Gesamt | Distanz | Distanz | Sprint | Sprint |
| Saison  | Punkte | Platz  | Punkte  | Platz   | Punkte | Platz  |
| ------- | ------ | ------ | ------- | ------- | ------ | ------ |
| 2016/17 | 1      | 116.   | -       | -       | 1      | 88.    |
| 2017/18 | -      | -      | -       | -       | -      | -      |
| 2018/19 | 122    | 52.    | 6       | 83.     | 116    | 27.    |
| 2019/20 | -      | -      | -       | -       | -      | -      |
| 2020/21 | 194    | 29.    | 5       | 85.     | 189    | 8.     |
| 2021/22 | 114    | 42.    | -       | -       | 114    | 20.    |
| 2022/23 | 649    | 32.    | 196     | 43.     | 279    | 29.    |
| 2023/24 | 19     | 131.   | 19      | 100.    | -      | -      |
| 2024/25 | 132    | 82.    | 14      | 116.    | 118    | 46.    |